# Румянова, Клара Михайловна
Кла́ра Миха́йловна Румя́нова (8 декабря 1929, Ленинград — 18 сентября 2004, Москва) — советская и российская актриса; заслуженная артистка РСФСР (1979). Известна тем, что обладала узнаваемым характерным высоким голосом и работала в озвучивании персонажей более трёхсот советских мультфильмов.
Наиболее известна озвучиванием Зайца в серии мультфильмов «Ну, погоди», Чебурашки в серии мультфильмов по произведениям Эдуарда Успенского и Малыша в мультфильмах «Малыш и Карлсон» и «Карлсон вернулся».

## Биография
Родилась 8 декабря 1929 года в Ленинграде. Первые детские воспоминания будущей актрисы были связаны с Днепропетровском, куда в начале 1930-х перевели служить отца, с учебой в первых классах школы, патефоном и любимыми пластинками с ариями великих исполнителей. Войну Клара прожила в эвакуации в городе Шадринске и селе Большая Погорелка, где выступала в эвакуационном госпитале перед ранеными.
Будучи десятиклассницей, увидела фильм с Любовью Орловой и решила стать актрисой. В 1947 году, окончив школу, приехала в Москву и с первой попытки поступила во ВГИК, где училась на курсе Сергея Герасимова и Тамары Макаровой. Во время вступительных экзаменов у неё украли все деньги; несколько дней она голодала — пила только воду, — и во время последнего тура прямо перед приёмной комиссией упала в обморок. Герасимов тогда купил ей плитку шоколада и напоил горячим чаем с хлебом.
В детстве и юности Румянова имела совершенно другой голос — очень низкий, альт. Способность говорить знаменитым «детским» голосом она обрела только в студенческие годы после тяжёлой болезни. Как и все студенты ВГИКа, Клара ездила с концертами по Подмосковью, и во время одной из таких «гастролей» сильно простудилась, заболела крупозным воспалением лёгких, от которого чуть не умерла, пролежав в больнице больше месяца. Наконец, пневмония отступила, но будущая актриса потеряла голос, и продолжение учёбы во ВГИКе после выписки из клиники оказалось под угрозой. Фониатр пояснил пациентке, что у неё очень редкие голосовые связки, и он не гарантирует, что она сможет нормально заниматься вокалом после выздоровления. Полгода Герасимов запрещал студентке разговаривать даже шёпотом, и они общались посредством записок. Когда врачи констатировали, что процесс восстановления благополучно завершился, обнаружилось, что теперь Румянова может говорить очень высоким голосом.
В 1953 году окончила ВГИК и стала актрисой Театра-студии киноактёра.
Сниматься в кино начала будучи студенткой, кинодебют состоялся в эпизодической роли роженицы в фильме «Сельский врач» (1951) Герасимова. Однако в дальнейшем актриса играла только второплановые или эпизодические роли, ни разу не сыграв главной. Постепенно Румяновой всё реже предлагали роли, и к началу 1980-х она практически перестала сниматься. Предположительно, причиной этого был конфликт с Иваном Пырьевым в 1953 году, когда он был генеральным директором «Мосфильма». Он предложил Кларе главную роль в фильме, который снимал по собственному сценарию, «Испытание верности», но та ответила отказом, заявив, что ей не нравится ни роль, ни сценарий, и что фильм, по её мнению, обречён на провал, чем сильно разозлила режиссёра. Лишь за год до своей смерти Пырьев позвонил Румяновой и извинился перед ней за своё поведение.
Первый раз свой «детский» голос в озвучке Клара Румянова применила в упомянутом выше «Сельском враче». Пока готовилась сцена, младенец, изображающий новорождённого, заснул. Сначала его долго не могли разбудить, а потом обнаружилось, что его невозможно заставить заплакать. Тогда Румянова вызвалась сама прямо на площадке озвучить сцену. В итоге записали голос и актрисы, и следом — заплакавшего ребёнка, однако при монтаже фильма вариант Румяновой признали лучшим. После этого она негласно прославилась на весь «Мосфильм» как актриса, способная кричать любым детским голосом, вследствие чего, ещё до простоя, совмещала съёмки в кино с работой в озвучивании, где её голосом чаще всего говорили именно маленькие дети или детёныши животных. Тогда же ей стали поступать первые приглашения с киностудии «Союзмультфильм», но Румянова поначалу их отвергала, считая, что её актёрский потенциал выше того, чтобы озвучивать мультфильмы. Однако редкие приглашения в игровое кино в конечном итоге вынудили её согласиться. Её дебютом в мультипликации был мультфильм «Чудесный сад» (1962). Постепенно Румянова стала всё более активно сотрудничать с «Союзмультфильмом», и в итоге в тот период, когда её совсем перестали снимать, она приобрела большую популярность как актриса озвучивания и стала записываться на радио и выступать на эстраде с детскими песнями и с романсами.
1990-е годы стали для Румяновой периодом спада: сначала в марте 1990 года умерла её мать Анна Петровна Румянова, затем после распада СССР и последовавшего экономического кризиса Румянова, как и многие актёры, постепенно осталась без работы, поскольку в Театре киноактёра попала под сокращение, а производство мультфильмов, озвучивание которых для актрисы прежде было основным направлением деятельности, в стране резко уменьшилось. Теперь лишь изредка актриса принимала участие в записи аудиосказок и аудиоконцертов, в постановке радиопьес. Однако даже в этот период она демонстрировала твёрдую разборчивость — генеральный директор студии «VOX Records» Виктор Трухан вспоминал, что Румянова принципиально отказывалась записываться для аудиорекламы. Будучи без работы, написала несколько пьес, в 2000 году выпустила книгу «Имя мне — женщина» — авторский сборник написанных ею пьес о значительных женских персонажах русской истории (Надежде Дуровой, Екатерине Дашковой, Евдокии Ростопчиной), за который получила Золотую Пушкинскую медаль. Постепенно Румянова отдалилась от всех друзей и знакомых. Она также отрицательно высказывалась о горбачёвской перестройке, распаде СССР и политике президента Ельцина, до конца жизни оставалась убеждённой сторонницей коммунизма.

### Болезнь и смерть
В конце 1990-х годов у Румяновой развился рак молочной железы, но она отказывалась пользоваться общедоступными средствами и лечилась своими силами. В итоге рак привёл к тому, что у неё ослабело сердце. В 1999 году она пережила клиническую смерть, ей сделали шунтирование, после операции она принимала лекарства, от которых впоследствии её самочувствие ухудшилось. В последний год жизни она находилась под присмотром бывшей актрисы Ольги Гобзевой, которая отправляла к ней на дом патронажных монахинь. За 4 дня до смерти Румянова поднялась посреди ночи, упала в обморок и пролежала на полу до утра — до прихода сиделки, в результате чего заболела пневмонией. Это отняло у неё последние силы.
Клара Румянова умерла в полном одиночестве у себя дома в Москве, ночью 18 сентября 2004 года, не дожив всего трёх месяцев до своего юбилея (75 лет). Она не оставила никакого завещания, но генеральный директор Гильдии актёров кино России Валерия Гущина, которая была в числе занимающихся её похоронами, нашла среди вещей покойной записку. В ней актриса попросила захоронить её прах в колумбарии на Донском кладбище, потому что там похоронена её мать. На похоронах, помимо Гущиной, присутствовал только актёр Николай Бурляев с супругой.
После смерти Румяновой начались разбирательства касательно её причины. В качестве одной из версий рассматривалось удушение, хотя достоверных подтверждений тому нет.

## Семья
Отец — Михаил Михайлович Румянов (1900—1941), офицер, военный комиссар, погиб во время Великой Отечественной войны под Ростовом-на-Дону осенью 1941 года, когда Кларе было 11 лет.
Мать — Анна Петровна Румянова (1905—1990), до войны работала заведующей детским садом в Днепропетровске (УССР). Похоронена в Москве в колумбарии Донского кладбища (секция 45).
Первый муж (1947) — Леонид, молодой пианист. Этот брак продержался всего три месяца и распался, когда Румянова собралась поступать во ВГИК. Муж поставил условие: либо он, либо кино, после чего Румянова окончательно разорвала с ним все отношения. К тому моменту она уже была на втором месяце беременности, а поскольку в СССР аборты были тогда запрещены, Румянова сделала его подпольно, втайне от родителей. В дальнейшем это привело к бесплодию.
Второй муж (с середины 1960-х до 1973) — Анатолий Владимирович Чемодуров (1919—1986), советский актер, известный ролью Сергея Левашова в фильме «Молодая гвардия». После свадьбы друг Чемодурова Сергей Бондарчук решил сделать подарок молодой актрисе и предложил ей роль княжны Марьи в картине «Война и мир». Румянова приступила к репетициям, но позволяла себе пропускать их или опаздывать на несколько часов, спорить с режиссёром и закатывать скандалы гримёрам. Из-за буйного и дерзкого нрава Румяновой Бондарчуку в итоге пришлось заменить её более покладистой Антониной Шурановой. В 1960-е годы Румянова стала активно сотрудничать с «Союзмультфильмом», в то время как Чемодуров стал невостребованным и начал пить. Румянова вынуждена была вызволять его из отделений милиции и лечить от запоев, но в 1973 году они развелись. Актриса оставила мужу кооперативную квартиру, машину, мебель.
Третий муж (1977—1982) — капитан дальнего плавания, брак продолжился менее пяти лет. После развода до самой смерти актриса жила в одиночестве.
Во ВГИКе на первом курсе в Румянову влюбился её однокурсник Николай Рыбников, но Румянова не ответила ему взаимностью. Когда Николай подарил ей золотые часы, она ударила его по лицу, и обиженный Рыбников со злости выбросил часы в окно. Этот факт из жизни актёра впоследствии стал основой одного из эпизодов в фильме «Девчата», где он снялся в главной роли. В своём поведении Румянова раскаялась только тогда, когда Рыбников за два года до смерти перенёс микроинсульт.

## Роли в кино
- 1951 — Сельский врач — Лена Зуева, жена Жени Струкова
- 1956 — Они были первыми — Варя, подруга Кузьмы
- 1957 — Четверо — медсестра
- 1958 — Жених с того света — медсестра Клавочка
- 1960 — Русский сувенир — эпизод (нет в титрах)
- 1960 — Воскресение — Вера Ефремовна Богодуховская
- 1961 — Жизнь сначала — Зоя, одноклассница Лёли
- 1962 — Без страха и упрёка — работница почты (нет в титрах)
- 1965 — Время, вперёд! — Лушка, рабочая бригады бетонщиков Ханумова
- 1965 — Они не пройдут
- 1965 — Звонят, откройте дверь — учительница Клара Михайловна (нет в титрах)
- 1970 — Хуторок в степи — Павловская
- 1971 — 12 стульев — матушка Катерина, жена отца Фёдора
- 1975 — Не может быть! — блондинка в салатовом, слушающая песню «Чёрные подковы» (нет в титрах)
- 1976 — Сказ про то, как царь Пётр арапа женил — жена Гаврилы Ртищева
- 1979 — Экипаж — пассажирка с ребёнком
- 1983 — …С участием Клары Румяновой (фильм-концерт) — камео
- 1984 — Особое подразделение — артистка
- 1984 — Мёртвые души — мать Чичикова
- 1988 — Аэлита, не приставай к мужчинам — работница химкомбината (нет в титрах)
- 1988 — Верными останемся (СССР, ГДР, ВНР, НРБ, Чехословакия, ПНР, Испания)

## Озвучивание

### Фильмы
- 1951 — Сельский врач — младенец
- 1954 — Стрекоза — Тамрико
- 1955 — Весенние заморозки — Лиена (роль Мудите Шнейдере)
- 1956 — Наш двор — сынишка милиционера
- 1961 — А если это любовь? — девочка с воздушным шаром
- 1963 — Меня зовут Кожа — одноклассница Кожи / мальчик из юрты
- 1964 — Ноль три — женщина на месте ЧП
- 1964 — Зелёный огонёк — девочка Люся
- 1965 — Мечта моя — внук Прасковьи / Нартай, внук Асанова
- 1965 — Здравствуй, это я! — Алька, сынишка Пономарёва
- 1965 — Первый учитель — дети
- 1966 — Крылья — девушка в училище
- 1966 — Королевская регата — крановщица в порту
- 1966 — Андрей Рублёв — дети князя
- 1966 — Фитиль № 45 (сюжет «Именинники») — мальчик (роль Васи Бычкова)
- 1967 — Анна Каренина — Серёжа Каренин
- 1967 — Вий — Панночка (роль Натальи Варлей)
- 1967 — Фокусник — мальчик
- 1967 — Дубравка — Серёжка (роль Кости Усатова)
- 1967 — Фитиль № 57 (сюжет «Звери и люди») — ребёнок (роль Миши Дрожжанова)
- 1968 — Времена года (киноальманах) — ребёнок в детском саду
- 1968 — Сказы уральских гор (документальный) — Федюнька
- 1968 — Бриллиантовая рука — дочь Горбунковых (роль Саши Лисютиной)
- 1969 — Арсен (восстановленная версия) — ребёнок
- 1969 — Вальс — мальчик
- 1969 — В деревне Загадкино — Алёна (роль Нади Маркиной)
- 1969 — Золото — сын хозяйки дома (роль Андрея Бухарова), дочь колхозника
- 1969 — Варвара-краса, длинная коса — медвежонок-паромщик / Варвара в облике белочки
- 1970 — Городской романс — Анечка (роль Ани Степановой-Молодовой)
- 1970 — Приключения жёлтого чемоданчика — исполнение песни Томы («Я смеяться не могу»)
- 1971 — Маленькая исповедь — Саулюкас (роль Бенаса Пускунигиса)
- 1971 — Фитиль № 115 (сюжет «Детская логика») — ребёнок (роль Серёжи Тегина)
- 1972 — Очкарик (короткометражный) — девочка Бермета (роль Берметы Маликовой)
- 1972 — Нет дыма без огня — Гозель (роль Татьяны Ухаровой)
- 1972 — Нежданный гость — маленький Юра
- 1973 — Дела сердечные — Максим
- 1973 — Земля Санникова — маленький онкилон
- 1975 — Приключения Буратино — улитка
- 1976 — Мама — козлёнок Митяй (роль Пети Дегтярёва)
- 1977 — Волшебный голос Джельсомино — Кошка-Хромоножка
- 1977 — Когда наступает сентябрь — Левончик Кондриков (роль Антона Ильина)
- 1978 — Сдаётся квартира с ребёнком — исполнение песни «Отчего нам не везёт?»
- 1979 — Экипаж — Алик, сын Ненарокова (роль Ромы Монина)
- 2001 — Через тернии к звёздам (восстановленная версия) — Глаша (роль Светланы Радченко)

### Мультфильмы
- 1962

- Чудесный сад

- 1963

- Вот так тигр!
- Баранкин, будь человеком! — Баранкин (нет в титрах)
- Светлячок № 4. Наш карандаш

- 1964

- Дядя Стёпа — милиционер
- Жизнь и страдания Ивана Семёнова
- Кто поедет на выставку?
- Можно и Нельзя
- Лягушонок ищет папу — Кузнечик
- Петух и краски
- Почта
- Светлячок № 5

- 1965

- Ваше здоровье
- Вовка в Тридевятом царстве — Василиса
- Горячий камень
- Приключения запятой и точки
- Рикки-Тикки-Тави — Рикки
- Светлячок № 6
- Чьи в лесу шишки?

- 1966

- Жёлтик
- Про злую мачеху
- Самый, самый, самый, самый
- Сегодня День рождения
- Медвежонок и тот, кто живёт в речке

- 1967

- Гора динозавров
- Кузнец-колдун
- Паровозик из Ромашкова — Паровозик
- Песенка мышонка — Мышонок
- Раз, два — дружно!
- Честное крокодильское

- 1968

- Белая шкурка
- Козлёнок, который считал до десяти — Козлёнок
- Кот в сапогах
- Малыш и Карлсон — Малыш
- Маугли. Похищение
- Орлёнок
- Светлячок № 8
- Чуня
- Самый большой друг

- 1969

- Украденный месяц
- В стране невыученных уроков — Запятая
- Дед Мороз и лето
- Золотой мальчик
- Крокодил Гена
- Лиса, медведь и мотоцикл с коляской
- Мы ищем кляксу
- Ну, погоди! (выпуск 1) — Заяц
- Маугли. Последняя охота Акелы
- Умка

- 1970

- «Весёлая карусель» № 2. Два весёлых гуся — вокал
- Дядя Миша — Мышонок
- Карлсон вернулся — Малыш
- Лесная хроника
- Кентервильское привидение
- Мой друг Мартын
- Ну, погоди! (выпуск 2) — Заяц
- Сказка сказывается
- Сладкая сказка

- 1971

- Без этого нельзя
- Как ослик счастье искал — девочка
- Ну, погоди! (выпуск 3) — Заяц
- Рассказы старого моряка. Необитаемый остров
- Чебурашка
- Ну, погоди! (выпуск 4) — Заяц
- Одуванчик — толстые щёки
- Про полосатого слонёнка
- Страшный серый лохматый
- «Весёлая карусель» № 3. Рыжий, рыжий, конопатый

- 1972

- Рассказы старого моряка. Антарктида
- Ну, погоди! (выпуск 5) — Заяц
- Бездомный Конгурджа
- Приключения Незнайки и его друзей (фильмы 2 и 3)
- Тигрёнок в чайнике — текст от автора

- 1973

- Ну, погоди! (выпуск 6) — Заяц
- Аврора
- Айболит и Бармалей
- Волшебные фонарики
- Ну, погоди! (выпуск 7) — Заяц
- Как кошка с собакой
- Волшебник Изумрудного города (серия 1) — Элли
- Первые встречи

- 1974

- Всё наоборот
- Ну, погоди! (выпуск 8) — Заяц
- Федорино горе
- Шапокляк
- Козлик и ослик
- Бим, Бам, Бом и волк
- Волшебник Изумрудного города — Элли (6, 8—10 серии)
- Крошка Енот — Енот

- 1975

- На лесной тропе
- Чёрная курица

- 1976

- Ну, погоди! (выпуск 9) — Заяц
- Ну, погоди! (выпуск 10) — Заяц
- Тимка и Димка
- Незнайка в Солнечном городе (фильмы 2, 5, 6, 8)
- Осьминожки

- 1977

- Ну, погоди! (выпуск 11) — Заяц
- Лоскутик и Облако
- Шёлковая кисточка

- 1978

- Как утёнок-музыкант стал футболистом
- Ну, погоди! (выпуск 12) — Заяц
- Подарок для самого слабого
- Последняя невеста Змея Горыныча
- Кто ж такие птички?

- 1979

- С кого брать пример
- Как несли стол

- 1980

- Ну, погоди! (выпуск 13) — Заяц
- Первый автограф
- Трям! Здравствуйте! — Ёжик / исполнение песни «Облака — белогривые лошадки»
- Топчумба
- Солдатская сказка
- Трус

- 1981

- Мороз Иванович
- Ничуть не страшно
- Он попался!
- Мария, Мирабела — Омиде (дубляж киностудии «Союзмультфильм», 1981 г.)
- Приключение на плоту
- Ванька Жуков
- Золотой цыплёнок
- Про больших и маленьких
- Лень
- Мама для мамонтёнка — Мамонтёнок
- Ну, погоди! (телевыпуск 2-3)

- 1982

- Верное средство
- Живая игрушка
- Рыбья упряжка
- Бюро находок (фильм 1)
- Кто придёт на Новый год? — Зайчонок
- Осенние корабли

- 1983

- Змей на чердаке
- Попался, который кусался!
- Слонёнок и письмо
- Чебурашка идёт в школу
- Шалтай-Болтай
- Удивительная бочка
- Пингвинёнок

- 1984

- А что ты умеешь?
- Кубик и Тобик
- Ну, погоди! (выпуск 14) — Заяц
- Подарок для слона
- Не хочу и не буду!

- 1985

- Ну, погоди! (выпуск 15) — Заяц

- 1986

- Петух и боярин
- Добро пожаловать!
- Ну, погоди! (выпуск 16) — Заяц

- 1987

- Смех и горе у Бела моря

- 1988

- Седой медведь

- 1989

- Золотые слова

- 1990

- Три лягушонка (выпуск 3)

- 1991

- Mister Пронька

- 1993

- Шут Балакирев
- Чуффык
- Ну, погоди! (выпуск 17) — Заяц
- Ну, погоди! (выпуск 18) — Заяц
- Война слонов и носорогов

- 1994

- Фантазёры из деревни Угоры

- 1997

- Незнайка на Луне

- 2002

- Утро попугая Кеши

### Дубляж
- 1981 — Мария, Мирабела — Омиде[9] (дубляж киностудии «Союзмультфильм», 1981 г.)

### Аудиопостановки и музыкальные сборники
- 1982 г. «В мире много сказок» — сборник песен для детей. 1983 г. «Мелодия», грампластинка М50—44663-4 и MEL CO 0713[10][11].
- 1977—1978 г. «В стране музыкальных волшебников» — аудиоинсценировка по сценарию Т. Вендровой, стихи Л. Дымовой, Принцесса. 1978 г. «Мелодия», на двух грампластинках С50—08695-96 и М50—43365-66[12].
- 1981 г. «Происшествие в стране Мульти-Пульти» — аудиоинсценировка по одноимённой пьесе Аркадия Хайта и Александра Левенбука, Чебурашка, Заяц. 1982 г. «Мелодия», грампластинка С50—16611-12[13].
- 1974 г. «Белочка-умелочка» — сказка Леонида Куликова, «Торопей» — стихотворение Леонида Куликова, аудиокниги. 1976 г. «Мелодия», грампластинка М52—38915-16[14].
- 1970 г. «Радионяня» № 1 — радиопередача, премьера которой состоялась 1 января 1971 г., Заяц.
- 1973 г. «Песенки из радиопередач» — сборник песен для детей, песенка Бельчонка. 1973 г. «Мелодия», грампластинка Д—00032965[15].
- 1972 г. «Петушок в беде» — аудиоинсценировка. 1972 г. «Мелодия», грампластинка Д—00032973[16].
- 1974 г. «Площадь картонных часов» — аудиоинсценировка Бориса Тираспольского по одноимённой сказке Л. Яхнина, Девочка. 1974 г. «Мелодия».
- 1973 г. «Песенки крокодила Гены и других героев мультфильмов. Рассказывает Клара Румянова». Журнал «Кругозор», 1974 г., № 7 (124), звуковая страница 9, грампластинка Г92—04139, Г92—04151.
- 1971 г. Ирина Токмакова, стихи и сказки — аудиокнига.
- 1971 г. «Как щенок был мамой» — аудиоинсценировка, цыплята, кошка.
- 1971 г. «Хрупкая веточка» — сказка П. Бажова, аудиокнига, читают Пётр Вишняков и Клара Румянова.
- 1979 г. «Зайка-почтальон» — аудиоинсценировка, Зайка, Лиса.
- 1983 г. «Приключения кузнечика Кузи» — аудионсценировка, Колибри. 1983 г. «Мелодия», грампластинка   С50—19895[17].
- 1974 г. «Огниво», «Прыгуны»  — аудионсценировки по сказкам Г. Х. Андерсена, Прыгуны, Блоха. 1974 г. «Мелодия», грампластинка М50—42467[18].
- 1972 г. «Серебряное копытце» — сказка П. Бажова, аудиокнига, читают Клара Румянова и Пётр Вишняков. 1972 г. «Мелодия», грампластинка Д—00032571[19].
- 1976 г. «Алиса в Стране чудес» — аудиоинсценировка Олега Герасимова по мотивам сказки Л. Кэрролла, с песнями на стихи и мелодии Владимира Высоцкого, все женские вокальные номера. 1976 г. «Мелодия», на двух грампластинках С50—07159-60 и С50—07161-62[20].
- 1977 г. «Алиса в Стране чудес. Песни из музыкальной сказки» — сборник песен, Песня Алисы, Песня о планах. 1976 г. «Мелодия», грампластинка С52—08053-54[21].
- 1971 г. «Маленькое жёлтое солнышко» — аудиоинсценировка Ю. Кушака и И. Мазгина, Цыплёнок, Солнце. 1971 г. «Мелодия», грампластинка Д—00030643-44[22].
- 1972 г. «Про великого полоза» — сказка П. Бажова, аудиокнига, читают Клара Румянова и Пётр Вишняков, 1972 г. «Мелодия», грампластинка  Д—00032573[23].
- 1970 г. Волшебная палочка. Звуковое сопровождение к диафильму. Д-00026635. 1970 — Читают М. Белоусова, Г. Иванова, К. Румянова Режиссёр В. Скурьят Музыкальное оформление В. Проводиной
- 1971 г. «Кот в сапогах» — аудиоинсценировка по сказке Ш. Перро, Принцесса. 1971 г. «Мелодия», грампластинка Д—30563[24].
- 1972 г. «Русачок» — сборник сказок Б. Заходера, аудиокнига. 1972 г. «Мелодия», грампластинка  Д—00031589[25].
- 1971 г. «Пёрышко и лосось» — аудиоинсценировка К. Пино, Пёрышко.
- 1976 г. «Чебурашка» — аудиоинсценировка Эдуарда Успенского, Чебурашка. 1976 г. «Мелодия», грампластинка С50—06707[26].
- 1971 г. Морис Карем, стихи и песни для детей — аудиокнига.
- 1971 г. «Пропала буква» — аудиоинсценировка, Марийка.
- 1971 г. «Сказка про зайца с чудесными ушами» — аудиоинсценировка, Рыжехвостик.
- 1971 г. «Серая звёздочка» — сказка Б. Заходера, аудиокнига.
- 1971 г. Стихи и песни А. Барто, И. Токмакова. (музыка М. Ройтерштейна).
- 1972 г. «Волшебная семёрка» — аудиоинсценировка, нота Соль. 1972 г. «Мелодия», грампластинка Д—31887-88.
- 1972 г. Леонид Куликов, стихи — аудиокнига. 1972 г. «Мелодия», грампластинка Д—00032887.
- 1972 г. Леонид Куликов, стихи — аудиокнига. 1972 г. «Мелодия», грампластинка Д—00032889.
- 1979 г. «Новые приключения в городе поющих светофоров» — аудиоинсценировка, кот Вася, пёс Мекки, Авария. 1980 г. «Мелодия», грампластинка С50—12513-14.
- 1977 г. «Баба-Перепилиха» — аудиоинсценировка Олега Герасимова по мотивам северных русских народных сказок. 1977 г. «Мелодия», грампластинка  С51—08757.

### Диафильмы
- 1964 г. Звуковое сопровождение к диафильмам «Золушка», «Как Дудек был взрослым», грампластинка Д—0014503-04.
- 1969 г. Звуковое сопровождение к диафильмам «Золушка», «Король-подпасок», грампластинка Д—26705-06.
- 1975 г. Звуковое сопровождение к диафильмам «Золушка», «Мороз Иванович», грампластинка Д—26705, М91—36966.
- 1966 г. Звуковое сопровождение к диафильмам «Сестрица Алёнушка и братец Иванушка», «По щучьему веленью», грампластинка Д—0018347-48.
- 1966 г. Звуковое сопровождение к диафильмам «Козета», «Спящая красавица», грампластинка Д—0018349-50.
- 1967 г. Звуковое сопровождение к диафильмам «Рикки-Тикки-Тави», «Вовка в Тридевятом царстве», грампластинка Д—0021049-50.
- 1968 г. Звуковое сопровождение к диафильмам «Братишка», «Раз, два, три», грампластинка Д—0021863-64.
- 1968 г. Звуковое сопровождение к диафильмам «Песнь о Гайавате», «Самый, самый, самый, самый», грампластинка Д—0021859-60.
- 1969 г. Звуковое сопровождение к диафильмам «Самый, самый, самый, самый», «Вересковый мёд», грампластинка Д—00026961-62.
- 1968 г. Звуковое сопровождение к диафильмам «Волшебная палочка», «Как Дед Мороз бороду искал», грампластинка Д—0023037-38.
- 1969 г. Звуковое сопровождение к диафильмам «Волшебная палочка», «Мель-карамель», грампластинка Д—00026635-36.
- 1969 г. Звуковое сопровождение к диафильму «Малыш и Карлсон, который живёт на крыше», грампластинка Д—00026065-66.
- 1969 г. Звуковое сопровождение к диафильмам «Малыш и Карлсон, который живёт на крыше», «Марсельеза», грампластинка Д—26819-20.
- 1976 г. Звуковое сопровождение к диафильму «Малыш и Карлсон», грампластинка М91—38967-68.
- 1969 г. Звуковое сопровождение к диафильмам «Скатерть, баранчик и сума», «Тигров племянник», грампластинка Д—0026071-72.
- 1969 г. Звуковое сопровождение к диафильмам «Крокодил Гена и его друзья», «Три поросёнка», грампластинка Д—29001, 26546.
- 1970 г. Звуковое сопровождение к диафильмам «Крокодил Гена и его друзья», «Сказка о бывалом солдате, царе и двенадцати разбойниках», грампластинка Д—29001-02.
- 1970 г. Звуковое сопровождение к диафильмам «Городок в табакерке», «Щелкунчик», грампластинка Д—28999-29000.
- 1971 г. Звуковое сопровождение к диафильмам «Дикие лебеди», «Бременские музыканты», грампластинка Д—29847-48.
- 1971 г. Звуковое сопровождение к диафильмам «Верная Аниска», «Не буду просить прощения», грампластинка Д—30871–72.
- 1971 г. Звуковое сопровождение к диафильмам «Не буду просить прощения», «Великий Змей и три богатыря», грампластинка Д—30872, 30868.
- 1971 г. Звуковое сопровождение к диафильмам «Пан Ниточка», «Планета новогодних ёлок», грампластинка Д—31509-10.
- 1971 г. Звуковое сопровождение к диафильмам «Умка», «Серебряное копытце», грампластинка Д—31513-14.
- 1972 г. Звуковое сопровождение к диафильмам «Мэри Поппинс», «Мэргэн и его друзья», грампластинка Д—32881-82.
- 1970 г. Звуковое сопровождение к диафильмам «Щелкунчик», «Мэри Поппинс рассказывает сказку», грампластинка Д—29000, Д—35154, 1973 г.
- 1973 г. Звуковое сопровождение к диафильмам «Великий сказочник», «Дюймовочка», грампластинка Д—33893-94.
- 1973 г. Звуковое сопровождение к диафильмам «Волк и семеро козлят», «Гуси-лебеди», грампластинка Д—00033929-30.
- 1973 г. Звуковое сопровождение к диафильмам «Тараканище», «Про тигрёнка Бинки, у которого пропали полоски», грампластинка Д—00035155-56.
- 1983 г. Звуковое сопровождение к диафильмам «Неринга», «Муми-тролль и шляпа волшебника», грампластинка М91—45303 005.

### Музыкальные сказки
- 1979 — «Зайка-почтальон» — Зайка; Лиса
- 1984 — «Приключения Кузнечика Кузи» — Колибри

### Озвучивание компьютерных дисков
- 1989 г. Звуковое приложение к журналу «Русский язык в национальной школе» 1989 г., 6 грампластинок Г72—12953-64.
- 1999 г. Конструктор мультфильмов: Мульти-Пульти, разработчик BASI, издатель МедиаХауз.
- 2000 г. Уроки алгебры 7-8 класс, компания «Кирилл и Мефодий», авторы: Невидимый Д., Невидимая Т. Сертифицировано Министерством Образования РФ.

## Архивные записи
- 1970 г. Киножурнал «Советское кино» 1971 г., № 24, часть 5 «Для взрослых и детей».
- 1974 г. Телепередача «По страницам „Голубого огонька“» № 21 «Песни военных лет».
- 1975 г. Фильм «Встреча с Анатолием Папановым. „Это было недавно, это было давно“» 1975 г.
- 1989 г. Фильм «Анатолий Папанов. „Голос памяти“». «Гостелерадио СССР» 1990 г.
- 1993 г. Телепередача «Волк и Заяц 25 лет вместе!». Запись 01.04.1993. Телепремьера 17.04.1993. («Первый канал „Останкино“»)
- 2002 г. Телепередача «Клара Румянова». „Кумиры“ с Валентиной Пимановой». Телепремьера 03.12.2002. («Первый канал»)
- 2005 г. Фильм «Клара Румянова. „Как уходили кумиры“». «Инфотон» 2005 г. («ДТВ»)
- 2008 г. Фильм «Клара Румянова». РОО Ассоциация «Наше кино» 2008 г.
- 2008 г. Фильм «Клара Румянова. Звезда за кадром» 2008 г. («Первый канал»)[27]
- 2010 г. Фильм «Клара Румянова. В мире много сказок грустных и смешных» 2010 г. («Первый канал»)[28]
- 2015 г. Фильм «Клара Румянова. „Частная история“». «М продакшн групп» 2015 г.
- 2020 г. Фильм «Клара Румянова. „Последний день“» 2020 г. («Звезда»)[29]

## Награды
- 1979 г. Заслуженная артистка РСФСР (1979)[источник не указан 474 дня]
- 2009 г. Гранд-премия «КиноВатсон» (2009, посмертно)[30][значимость?]

## Память

### Документальные фильмы
- 2008 г. «Клара Румянова. Звезда за кадром» («Первый канал», 2008)[27]
- 2010 г. «Клара Румянова. В мире много сказок грустных и смешных» («Первый канал», 2010)[28]
- 2020 г. «Клара Румянова. Последний день» («Звезда», 2020)[29]